# Morez
Morez je město ve francouzském departmentu Jura. Je známo hlavně pro výrobu brýlí a hodin. V roce 2017 mělo 4 848 obyvatel.

## Sport
Ve městě je krytá sportovní střelnice pro střelbu vzduchovými zbraněmi na 10 metrů a kulovými zbraněmi na 25 metrů. Konalo se zde západní kvalifikační kolo European Youth League 2017.

## Doprava
Morez leží na železniční trati z Bourg-en-Bresse do Andelot-en-Montagne. Od roku 1921 do města vedla také úzkorozchodná dráha ze švýcarského Nyonu a Saint-Cergue, překonávající pohoří Jura. Francouzský úsek, dlouhý 12,1 km, byl v roce 1958 pro nerentabilitu zrušen a nahrazen autobusovou dopravou. Na úseku z Nyonu do La Cure na francouzské hranici jsou provozovány vlaky do současnosti.

## Galerie

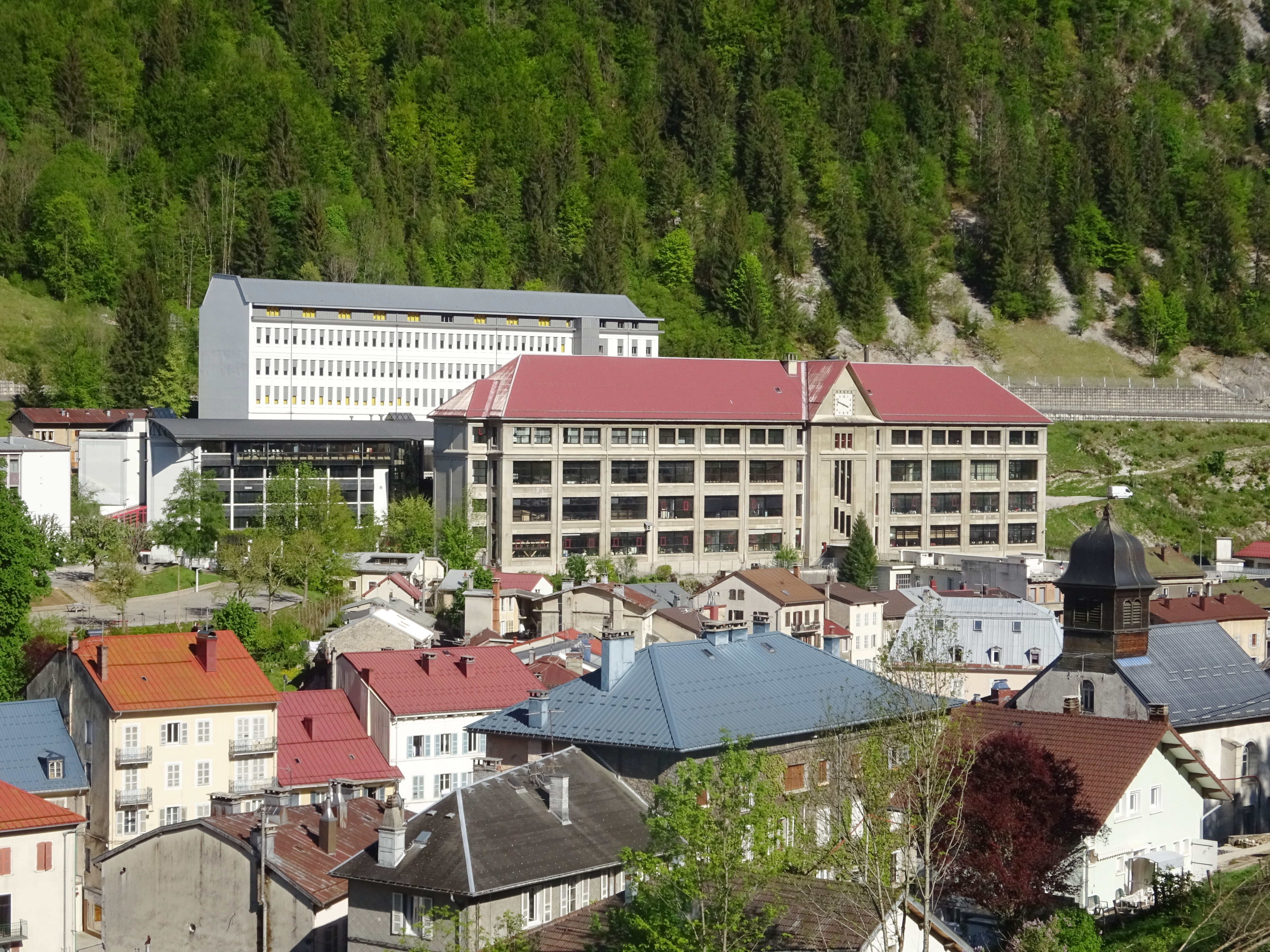
Budova gymnázia
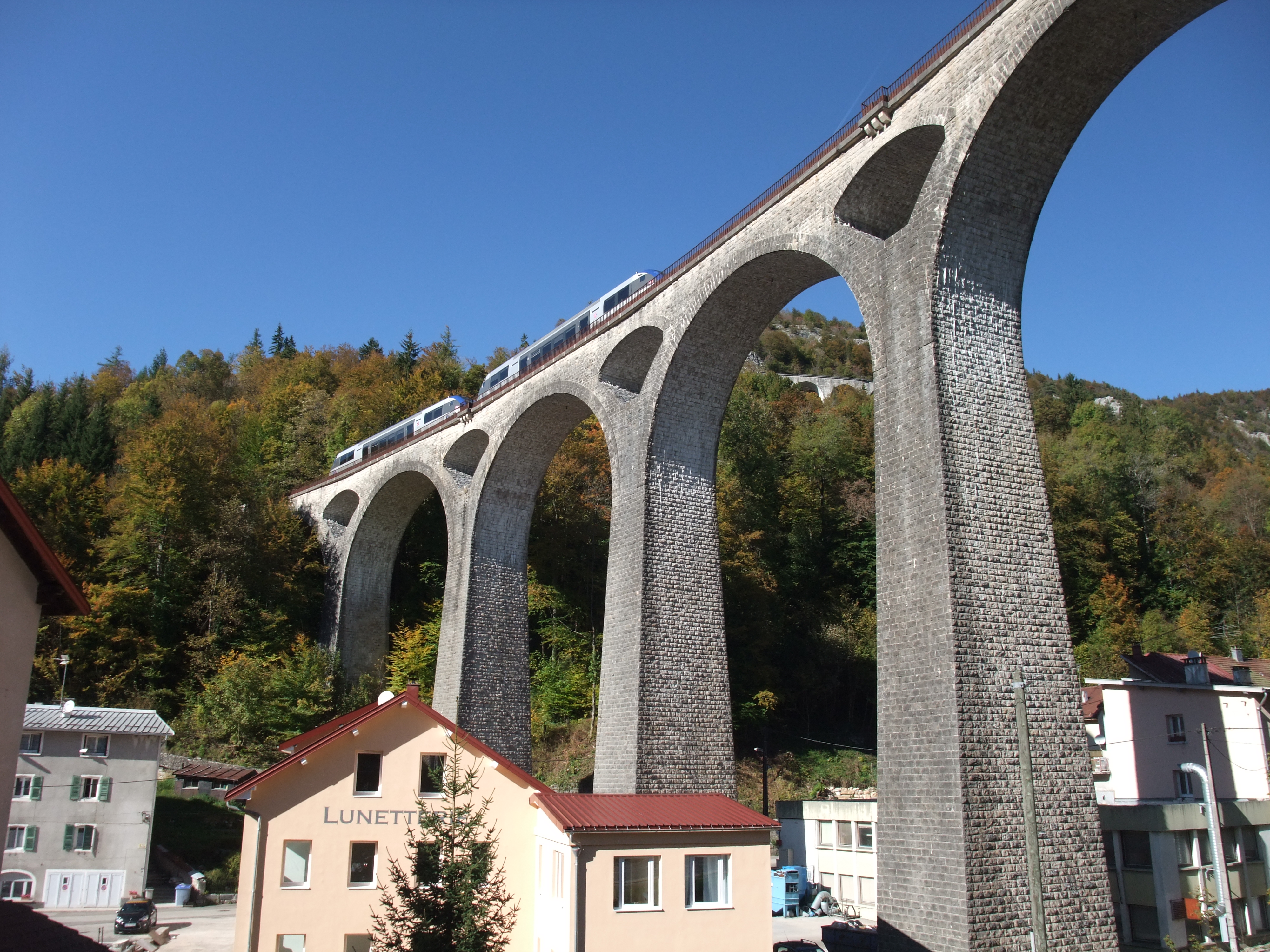
Železniční viadukt
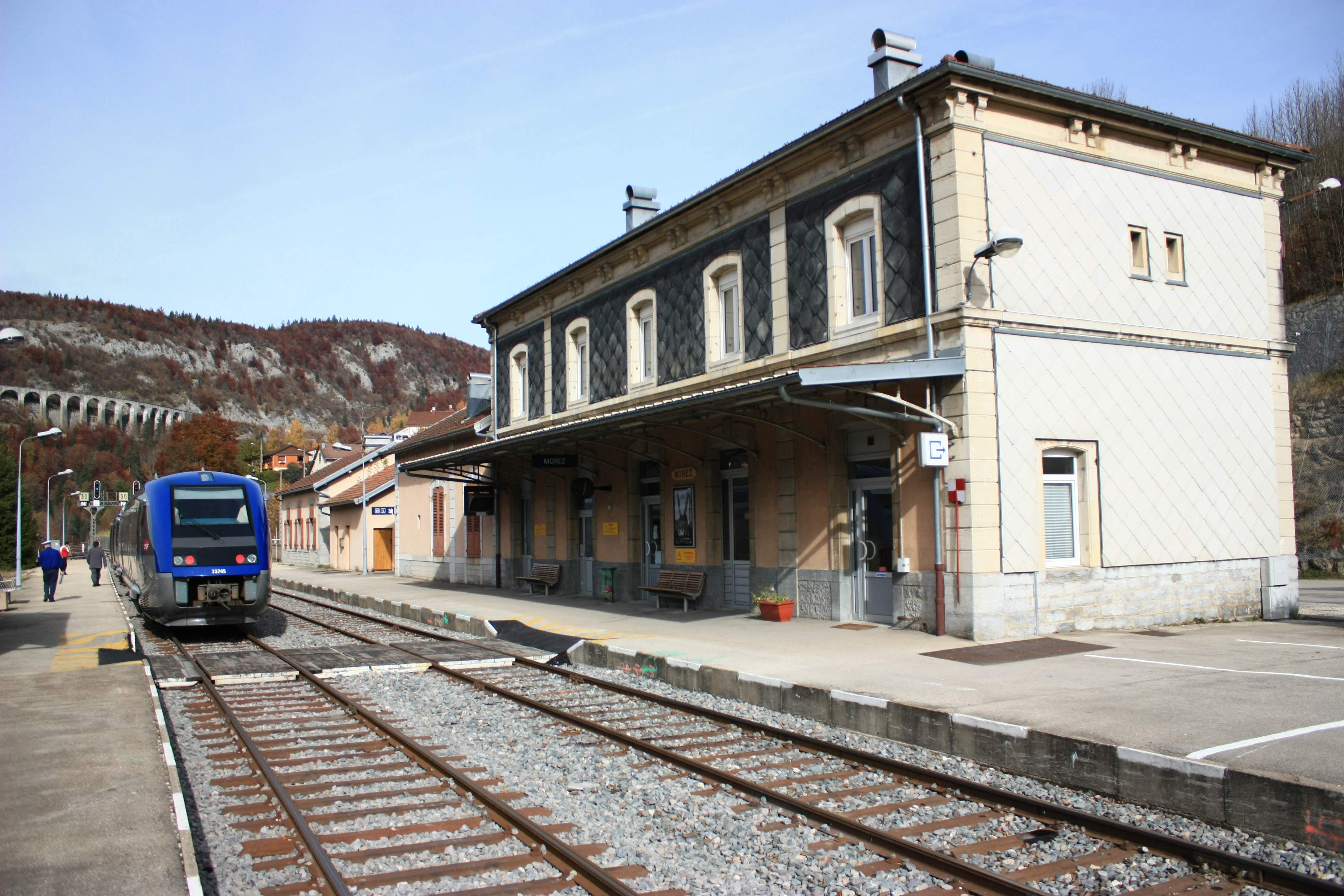
Železniční stanice
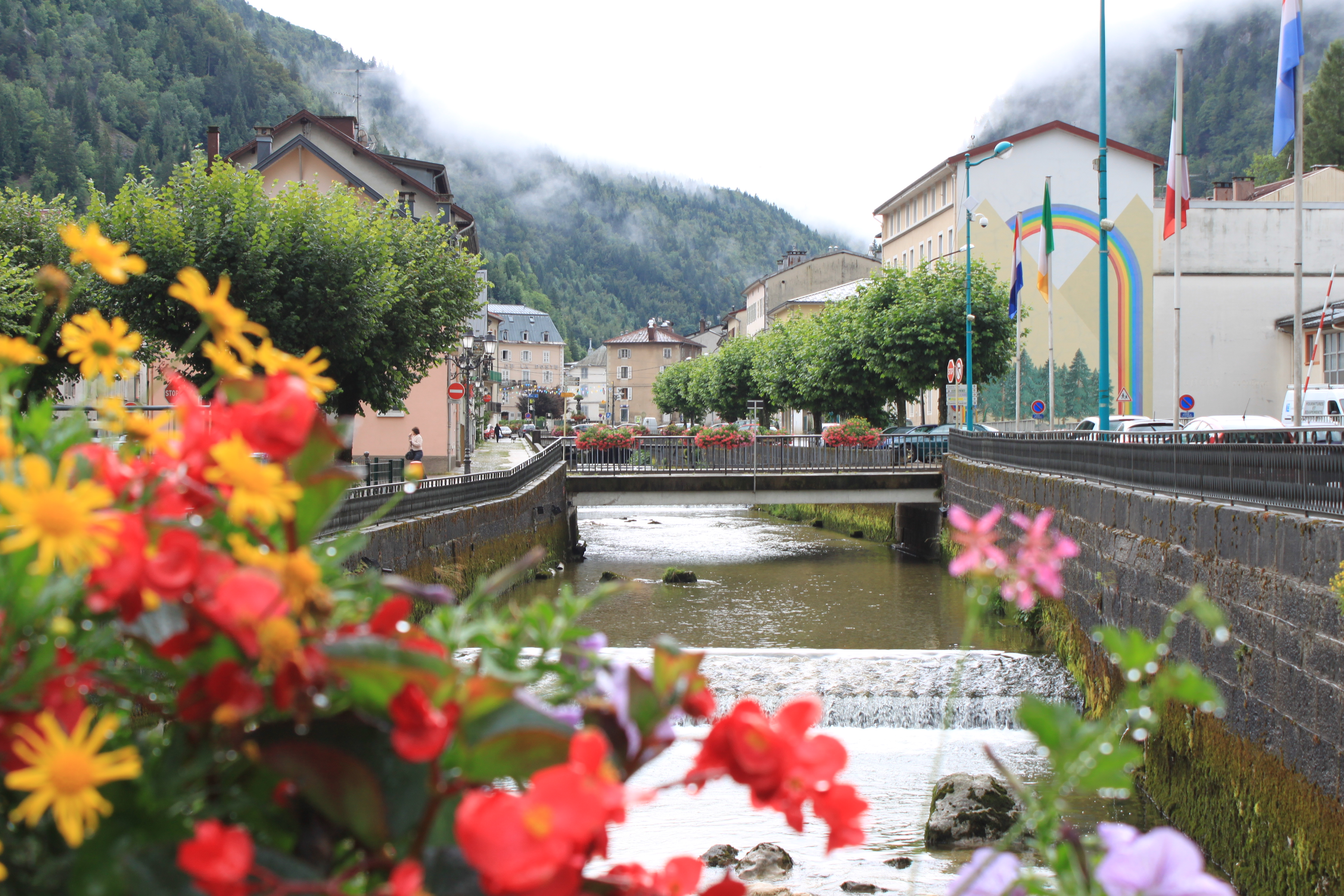
Centrum města
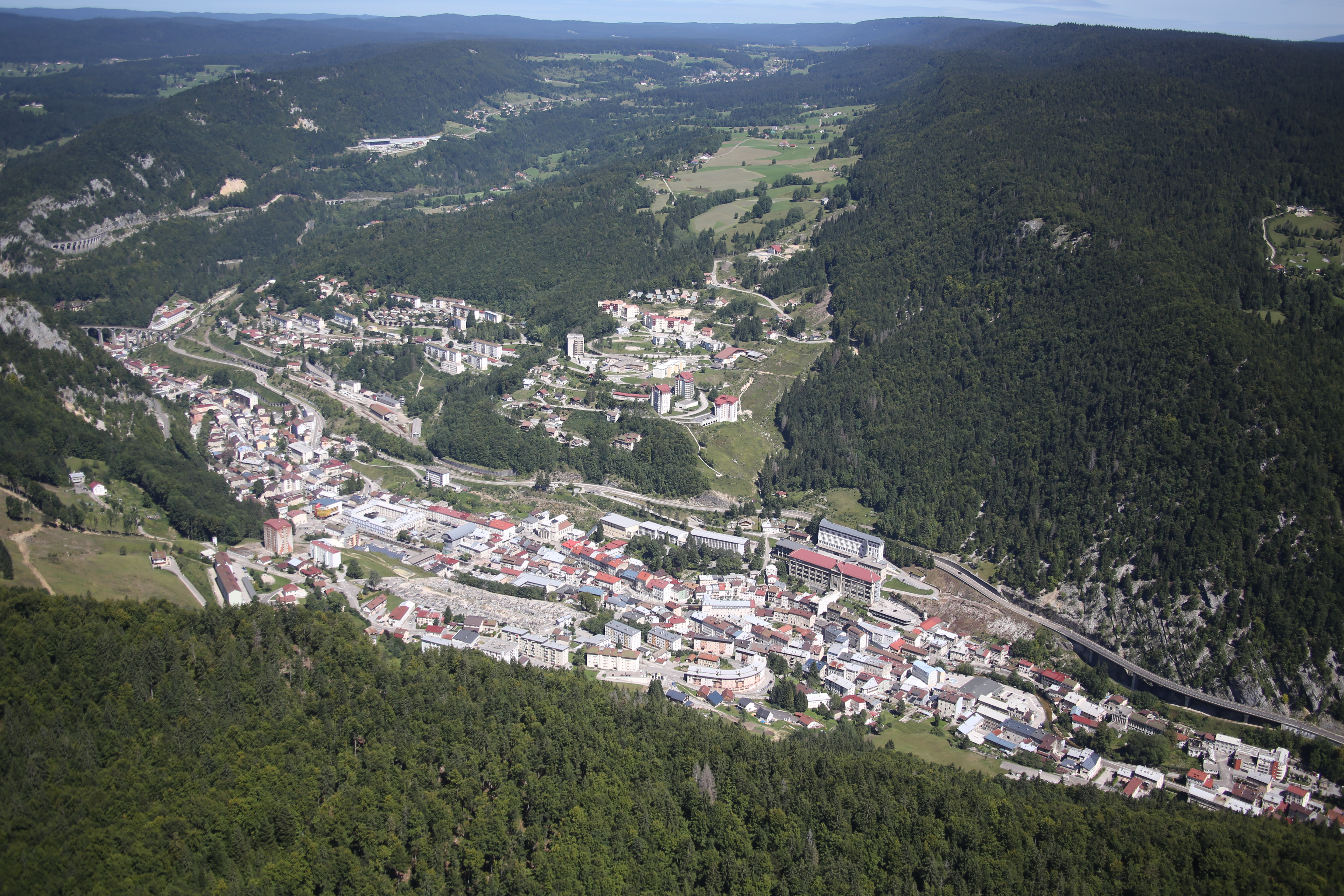
Letecký pohled na město
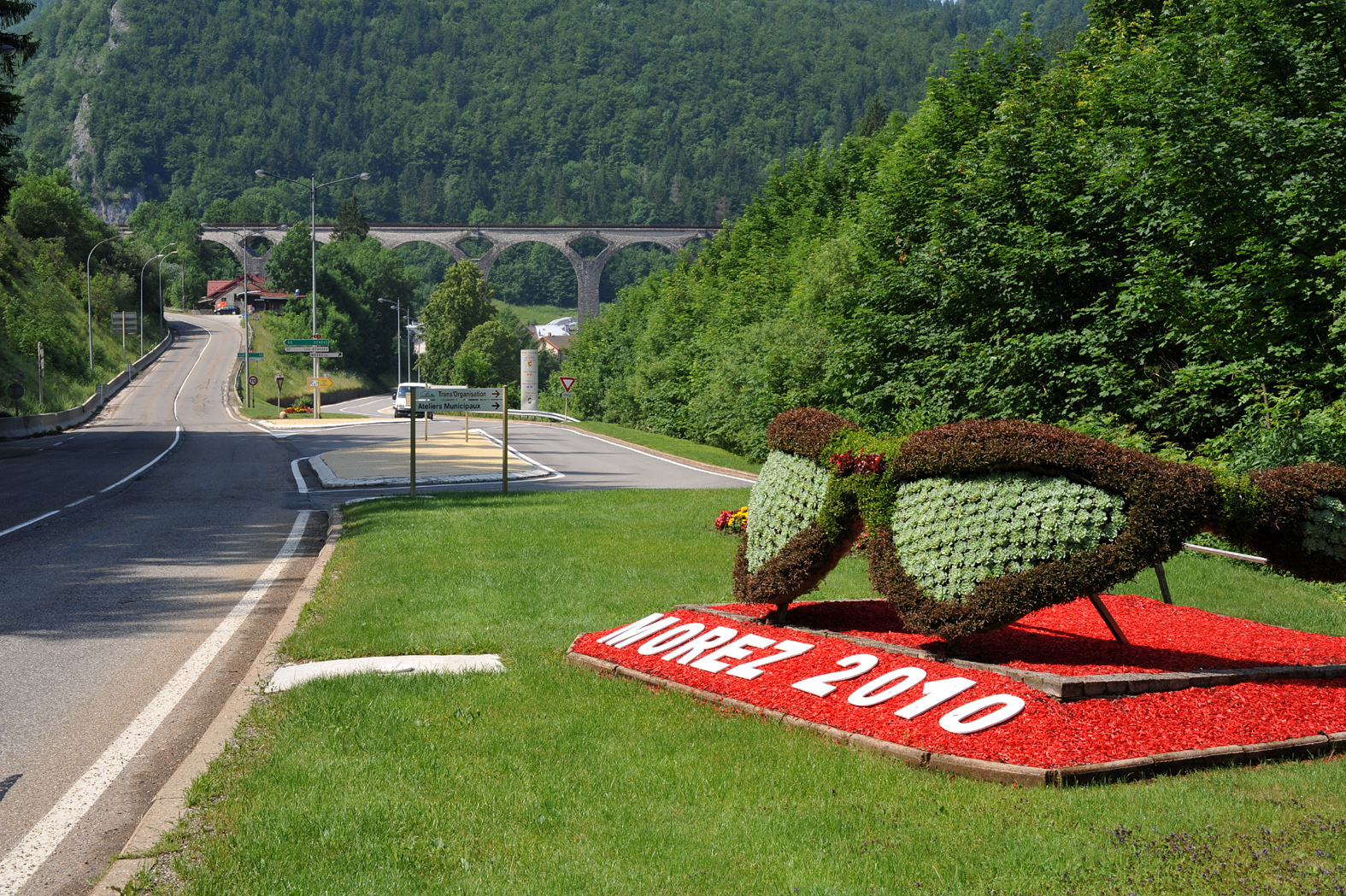
Vjezd do města